# 讓-呂克·馬戈
讓-呂克·馬戈（法語：Jean-Luc Margot，1969年—）為比利時裔美國天文學家，也是加利福尼亞大學洛杉磯分校教授，擅長研究行星科學和搜尋地外文明（SETI）。

## 職業生涯
馬戈利用雷達和光學望遠鏡發現並研究了幾顆雙小行星。他的發現包括林衛一、司衛一、小行星379、雲雀星，以及小行星69230等雙星性質的小行星。
2000年，他首次獲得雙近地小行星的圖片，並描述雙小行星透過自旋上升過程所形成的情況。馬戈和他的研究小組研究陽光對小行星軌道和自旋的影響、亞爾科夫斯基效應以及YORP效應。
2007年，馬戈及其合作者分析水星自轉速率的微小變化，確定水星有一個熔融內核。根據斯坦頓·J·皮爾提出的概念，此觀測結果還可以測量水星內核的大小。
2012年，馬戈和研究生茱莉亞·方（Julia Fang）分析克卜勒太空望遠鏡的數據，以推斷行星系統中的結構。並將行星系統描述為「比薄餅還薄」。也發現許多行星系統都為動態排列。
馬戈提議對國際天文聯合會的行星定義進行擴展，使其適用於系外行星。
2006年至2021年期間，馬戈及其合作者利用雷達斑點追蹤技術測量金星的自轉。他們測量了自轉軸的方向及進動。他們還測量了晝長的時長與晝長長度的變化，並將其歸因於大氣層和固態行星之間的動量傳遞
。
2016年起，他與加利福尼亞大學洛杉磯分校的學生使用大型電波望遠鏡進行技術訊號搜尋。志願者可以透過「我們在宇宙中是孤獨的嗎？（Are we alone in the universe？） （页面存档备份，存于）」的公民科學合作計畫為搜尋地外文明做出貢獻。

## 榮譽
2004年，馬戈被美國天文學會授予哈羅德·C·尤里獎。小行星9531（9531 Jean-Luc）即以他的名字命名。

## 外部連結
- Department of Earth, Planetary, and Space Sciences, UCLA （页面存档备份，存于）
- Department of Physics and Astronomy, UCLA （页面存档备份，存于）
- Personal web page （页面存档备份，存于）